# Liste der Monuments historiques in Sarcus
Die Liste der Monuments historiques in Sarcus führt die Monuments historiques in der französischen Gemeinde Sarcus auf.

## Liste der Bauwerke
| Bezeichnung     | Beschreibung | Standort | Kennzeichnung | Schutzstatus | Datum | Bild |
| --------------- | ------------ | -------- | ------------- | ------------ | ----- | ---- |
| Ferme du Wallon | Bauernhof    |          | PA00114986    | Inscrit      | 1990  |      |

## Liste der Objekte
- Monuments historiques (Objekte) in Sarcus in der Base Palissy des französischen Kultusministeriums